# 長岡造形大学
長岡造形大学（ながおかぞうけいだいがく、英語: Nagaoka Institute of Design）は、新潟県長岡市千秋4-197に本部を置く日本の公立大学。1994年創立、1994年大学設置。大学の略称はNID。
公設民営方式（私立大学）として開学したが、2014年度に公立大学に移行した。

## 概要
「造形を通して真の人間的豊かさを探求し、これを社会に還元することのできる創造力を備えた人材を養成すること」を建学の理念とし、新しい時代におけるデザインの実践的教育研究の場としてその役割を担うと謳っている。
2022年時点の入学者は、県外出身者が約8割である。公立化後、志願倍率（志願者数／定員）が2013年度の1.8から2014年度の5.7に大幅に上がった。
公設民営方式での開学にあたっては、新潟県が25億円、長岡市が75億円を負担した。

## 沿革
- 1982年 - 長岡市が大学設置を掲げる。
- 1993年2月 - 起工式[5]。
- 1994年
  - 4月 - 公設民営方式により長岡造形大学が開学し、1期生259人が入学[6]。産業デザイン学科（定員120名）および環境デザイン学科（定員80名）が設けられた[7]。前者は工業デザイン、工芸デザイン、テキスタイルデザイン、視覚デザインの4コース、後者は空間デザイン、環境保存の2コース[8]。
  - 10月 - 開学にあわせて「国際デザインフェア'94NAGAOKA」開催[9]。
- 1998年 - 長岡造形大学大学院修士課程開設。
- 2001年 - 長岡造形大学大学院博士（後期）課程開設。
- 2010年 - 第3アトリエ棟が竣工し、グッドデザイン賞を受賞[10]。
- 2012年 - 公立大学法人化を目指し、大学設置形態変更の検討要望書を長岡市に提出。
- 2014年 - 公立大学法人に移行。
- 2023年 - 学部改組。４学科体制から３学科体制とし、新設したデザイン学科に3領域（テクノロジー×デザイン領域、視覚デザイン領域、プロダクトデザイン領域）を開設した。学部改組によりオープンイノベーション的教育効果を目指し、分野・専門横断的なスタジオ制を取り入れている。

## 学部・学科
- 造形学部
  - 視覚デザイン学科
  - プロダクトデザイン学科
  - 美術・工芸学科
  - 建築・環境デザイン学科
  - デザイン学科（2023年度より新設。テクノロジー×デザイン領域、視覚デザイン領域、プロダクトデザイン領域からなる）

## 大学院
- 造形研究科
  - 造形専攻
    - イノベーションデザイン領域
    - プロダクトデザイン領域
    - 視覚デザイン領域
    - 美術・工芸領域
    - 建築・環境デザイン領域

## 歴代学長
- 豊口協（初代学長、1994年4月 - 2004年3月）
- 鎌田豊成（2代学長、2004年4月 - 2008年3月）
- 上山良子（3代学長、2008年4月 - 2012年3月）
- 和田裕（4代学長、2012年4月- 2020年3月）
- 馬場省吾（5代学長、2020年4月 - 2023年3月 ）
- 平山育男（6代学長、2024年4月 - ）

## 地域協創センター

### デザイン研究開発
大学の社会連携ポリシーに基づき、広い領域に関わるデザインの特性と教育研究力を活かして地域社会に新たな価値を創出するとともに、教育研究活動の成果を還元することによって地域に貢献することを目的に活動している。地域社会をデザインの実践的な学びの場とし、企業や自治体・コミュニティ等と協働した課題解決への取り組みを「社会人基礎力」「構想力」「創造力」を育むアクティブラーニングとして、カリキュラムへの積極的な導入を図っている。
NaDeC構想コンソーシアムに基づき、Maching HUB Nagaokaに参加し、大学のシーズと企業のニーズのマッチングを図っている。

### 市民工房
地域住民を対象に専門の施設を利用し、「ものづくり」を基礎から学ぶ工房として開設している。講座は硝子・陶芸・漆芸・木工・染織の5講座があり、興味と経験に合わせてコースを選択することができる。

### こどもものづくり大学校
デザイン、絵画、工芸、工作などのものづくりを通して、子供にたくさんの経験作りの場を提供する。

## 対外関係
- 2007年10月 新潟県長岡市と長岡技術科学大学、長岡大学および長岡工業高等専門学校とともに「包括連携協定」を締結。
- 2011年4月 高等教育コンソーシアムにいがたに参画[14]。
- 2012年6月 新潟日報社と新潟薬科大学、新潟青陵大学および新潟青陵大学短期大学部とともに「包括連携協定」を締結。
- 2014年6月 公益財団法人東京オリンピック・パラリンピック競技大会組織委員会と2020年「東京オリンピック・パラリンピック競技大会に係る大学連携協定」を締結[15]。
- 2014年12月 ハワイ大学マノア校（オアフ島）と「相互交流（留学生の交換、共同演習、教員の相互派遣など）に関する協定」を締結。
- 2015年2月 北越銀行と「包括連携協定」を締結[16]。
- 2015年4月 新潟県上越市と「ものづくり支援パートナー協定」と「包括的連携に関する協定」を締結。

### 他大学との協定

#### 日本国内
- 高等教育コンソーシアムにいがた（新潟県内の高等教育機関26校で構成）
- 新潟工科大学、新潟産業大学および長岡技術科学大学と単位互換制度を締結。
- 放送大学学園と単位互換協定を結んでおり、放送大学で取得した単位を卒業に要する単位として認定することができる[17]。
- NaDeC構想推進コンソーシアム（長岡市内4大学1高専（長岡造形大学、長岡技術科学大学、長岡大学、長岡崇徳大学、長岡工業高等専門学校）および長岡市、長岡商工会議所からなる。人材育成、産業創出、交流・協働の３つの柱が構想の中心）

#### 日本国外
- ハワイ大学（アメリカ合衆国・ハワイ州ホノルル）
- トリアー応用科学大学（ドイツ・トリアー市）
- キングストン大学（イギリス・サリー州キングストン）
- 東西大学校（韓国・釜山市）
- 漢陽大学校（韓国・ソウル特別市）
- 濰坊学院（中国・山東省濰坊市）
- 大同大学（台湾・台北市中山区）

## アクセス
- JR長岡駅から越後交通の以下の路線バスを利用。
  - 大手口8番線のりばから中央循環バス「くるりん」で「県立近代美術館前」で下車。（内回りのみ停車）
  - 大手口2番線のりばから「大手大橋経由江陽団地行き（または「江陽環状線」）」で「長岡造形大学前」もしくは「宮関」で下車。
  - 大手口13番線のりばから「蔵王橋経由「江陽環状線」」で「宮関」もしくは「長岡造形大学前」で下車。